# Halowe Mistrzostwa Czech w Lekkoatletyce 1999
Halowe Mistrzostwa Czech w Lekkoatletyce w 1999 – halowe zawody lekkoatletyczne organizowane przez Český atletický svaz, które odbyły się 20 i 21 lutego w Pradze.

## Rezultaty
| PB - rekord życiowy \| SB - najlepszy wynik w sezonie \| NR – halowy rekord kraju |

### Mężczyźni
| Konkurencja:              | 1. miejsce                                                    | Rezultat | 2. miejsce                                                  | Rezultat | 3. miejsce                                                         | Rezultat |
| Bieg na 60 m              | Martin Duda                                                   | 6,70     | Radek Řechka                                                | 6,76     | Ivo Krsek                                                          | 6,85     |
| Bieg na 200 m             | Martin Morkes                                                 | 21,50    | Roman Zubek                                                 | 21,83    | Jiří Vojtík                                                        | 21,91    |
| Bieg na 400 m             | Štěpán Tesařík                                                | 48,12    | Jan Hanzl                                                   | 48,83    | Martin Braniš                                                      | 49,26    |
| Bieg na 800 m             | Lukáš Vydra                                                   | 1:52,65  | Jan Verner                                                  | 1:53,53  | Michal Šneberger                                                   | 1:53,75  |
| Bieg na 1500 m            | Lubomír Pokorný                                               | 3:46,38  | Milan Koňarik                                               | 3:57,18  | Radek Vorlíček                                                     | 3:57,54  |
| Bieg na 3000 m            | Michael Nejedlý                                               | 8:16,25  | Ondřej Moravec                                              | 8:17,44  | Jan Tlustý                                                         | 8:18,63  |
| Bieg na 60 m przez płotki | Tomáš Dvořák                                                  | 7,78     | Roman Šebrle                                                | 7,91     | Jiří Pavel                                                         | 8,02     |
| Sztafeta 4 × 200 m        | Dukla Praha Roman Zubek Tomáš Černý Karel Bláha Martin Morkes | 1:27,29  | Olymp Praha Ivan Šlehobr Jiří Vojtík Jan Hanzl Tomáš Votava | 1:28,38  | AC Pardubice Pavel Loučka Lukáš Drbohlav Lukáš Čegan Martin Košťál | 1:29,70  |
| Skok wzwyż                | Tomáš Janků                                                   | 2,25     | Jan Janků                                                   | 2,23     | Tomáš Ort                                                          | 2,18     |
| Skok o tyczce             | Martin Kysela                                                 | 5,50     | Petr Špaček                                                 | 5,40     | Pavel Beran                                                        | 5,30     |
| Skok w dal                | Tomáš Votava                                                  | 7,85     | Milan Gombala                                               | 7,83     | Roman Orlík                                                        | 7,83     |
| Trójskok                  | Jiří Kuntoš                                                   | 16,80    | Martin Vrběcký                                              | 15,45    | Martin Sýkora                                                      | 15,31    |
| Pchnięcie kulą            | Josef Rosůlek                                                 | 18,61    | Richard Navara                                              | 18,15    | Petr Stehlík                                                       | 18,10    |
| Siedmiobój                | Kamil Damašek                                                 | 5999     | Jiří Ryba                                                   | 5913     | Tomáš Komenda                                                      | 5642     |

### Kobiety
| Konkurencja:              | 1. miejsce                                                              | Rezultat | 2. miejsce                                                                 | Rezultat | 3. miejsce                                                                   | Rezultat |
| Bieg na 60 m              | Hana Benešová                                                           | 7,40     | Pavlína Dlouhá                                                             | 7,52     | Denisa Krejčová                                                              | 7,60     |
| Bieg na 200 m             | Erika Suchovská                                                         | 23,50    | Hana Benešová                                                              | 23,65    | Markéta Pernická                                                             | 24,46    |
| Bieg na 400 m             | Martina Morawska                                                        | 55,24    | Věra Suchomelová                                                           | 56,62    | Lucie Hošková                                                                | 56,80    |
| Bieg na 800 m             | Ludmila Formanová                                                       | 2:04,11  | Eva Kasalová                                                               | 2:06,57  | Lenka Švaňhalová                                                             | 2:09,19  |
| Bieg na 1500 m            | Andrea Šuldesová                                                        | 4:14,12  | Renata Hoppová                                                             | 4:23,68  | Pavlína Vondrková                                                            | 4:27,42  |
| Bieg na 3000 m            | Helena Volná                                                            | 9:22,12  | Petra Drajzajtlová                                                         | 9:32,34  | Pavlína Vondrková                                                            | 9:42,87  |
| Bieg na 60 m przez płotki | Nikola Bendová                                                          | 8,32     | Michaela Hejnová                                                           | 8,39     | Magdaléna Nedvědová                                                          | 8,49     |
| Sztafeta 4 × 200 m        | Olymp Praha Šárka Beránková Eva Šafaříková Klára Dubská Jitka Burianová | 1:39,17  | USK Praha Lenka Ostravská Martina Morawska Lucie Komrsková Denisa Krejčová | 1:39,60  | Sparta Praha Petra Hubálková Jana Klečková Pavlína Dlouhá Štěpánka Klapáčová | 1:41,94  |
| Skok wzwyż                | Zuzana Hlavoňová                                                        | 1,97     | Inge Janků                                                                 | 1,86     | Romana Bělocká                                                               | 1,83     |
| Skok o tyczce             | Pavla Hamáčková                                                         | 4,15     | Michaela Boulová                                                           | 3,80     | Kateřina Baďurová Lucie Komrsková                                            | 3,70     |
| Skok w dal                | Martina Darmovzalová                                                    | 6,44     | Lucie Komrsková                                                            | 6,20     | Šárka Beránková                                                              | 6,19     |
| Trójskok                  | Šárka Kašpárková                                                        | 13,74    | Eva Doležalová                                                             | 12,70    | Ilona Klimasová                                                              | 12,43    |
| Pchnięcie kulą            | Věra Pospíšilová                                                        | 16,33    | Zdeňka Šilhavá                                                             | 16,03    | Lucie Vrbenská                                                               | 15,16    |
| Pięciobój                 | Jana Klečková                                                           | 4200     | Šárka Beránková                                                            | 4072     | Hana Doleželová                                                              | 4059     |